# Filip Padniewski

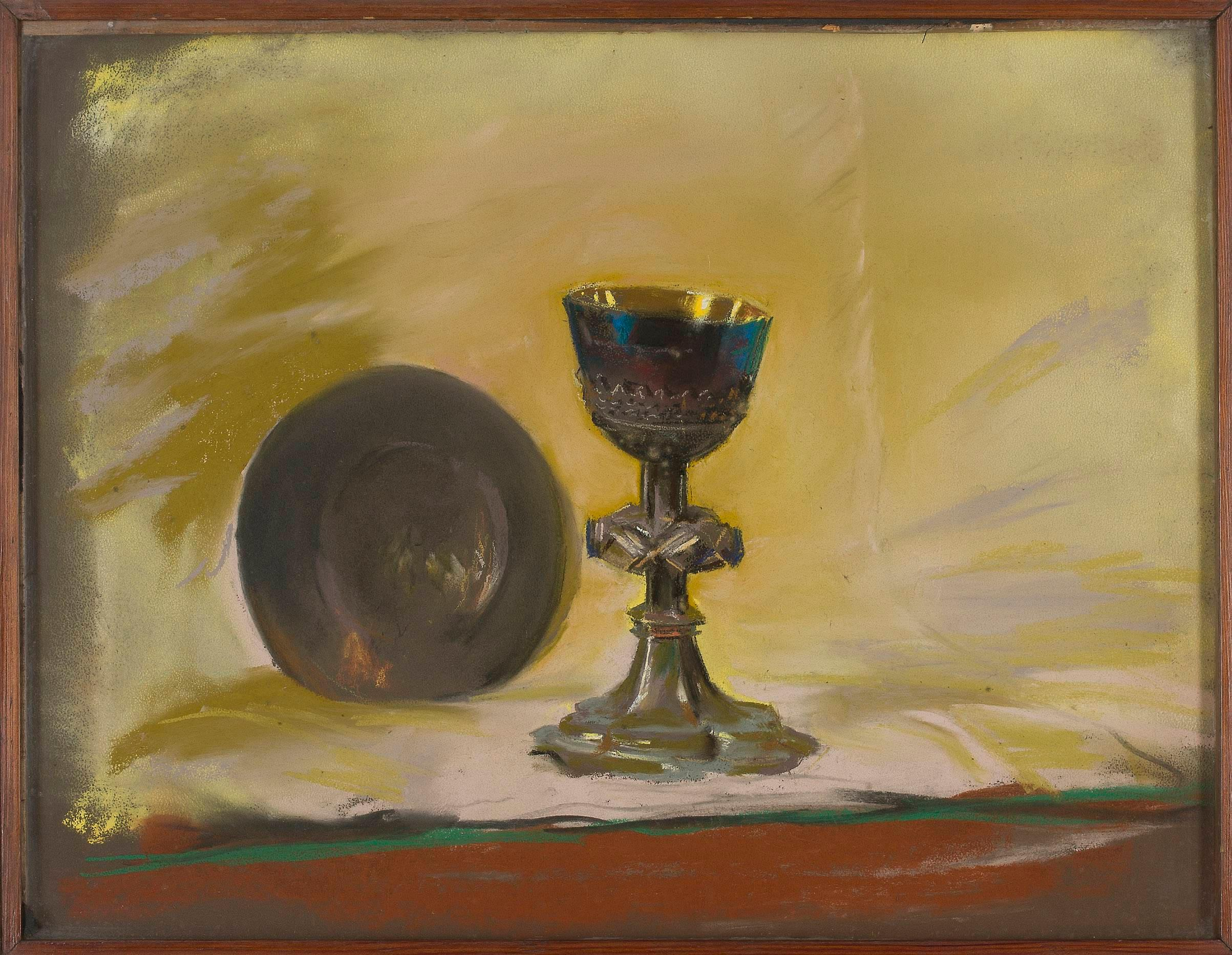
Kielich, z którym został pochowany biskup Padniewski, wydobyty z jego grobu i od 1881 roku znajdujący się w skarbcu katedry wawelskiej. Pastel Leona Wyczółkowskiego z cyklu Skarbiec wawelski

Filip Padniewski herbu Nowina (ur. 1510 we wsi Skórki koło Żnina, zm. 17 kwietnia 1572 roku w Warszawie) – podkanclerzy koronny (1559–1562), biskup przemyski (1560) i krakowski (1562–1572), kanonik krakowski w 1538 roku, kanonik gnieźnieński w 1547 roku, prepozyt łęczycki w 1552 roku, archidiakon krakowski w 1554 roku, sekretarz wielki koronny (od 1557), duchowny, pisarz polityczny, mówca i mecenas sztuki.

## Życiorys
Urodził się we wsi dziedzicznej Skórki w Wielkopolsce jako syn Wojciecha i Małgorzaty z Żernik, kasztelanki kaliskiej. Nauki kończył w Ingolstadt. Młodość spędził na dworze cesarza Karola V. Kształcił się na dworze biskupa krakowskiego Piotra Tomickiego, w latach 1538–1542 studiował we Włoszech. Z początkiem roku 1541, na Uniwersytecie w Padwie uzyskał stopień doktora obojga praw, a w roku 1542 przebywał w Rzymie. Z namowy P. Tomickiego wstąpił do stanu duchownego.
Był posłem Zygmunta I Starego na sejmik województwa krakowskiego w Proszowicach.
Dyplomata, poseł i sekretarz króla Zygmunta Augusta (jako podkanclerz koronny jeździł w poselstwach: do Rzymu, do cesarza Karola V i do cesarza Ferdynand I). Uczestniczył w synodzie w Warszawie w 1561 roku. Początkowo biskup przemyski, następnie biskup krakowski (od 1562). Wspierał studiującą młodzież. Do Akademii Krakowskiej odnosił się niechętnie, szczególnie do wszechobecnej wówczas scholastyki. Świadczy o tym jego wystąpienie na sejmie (1565) i rola w zatargu uniwersytetu ze studentami Bursy Jerozolimskiej (1566). Współredaktor aktu unii lubelskiej 1569 roku, której był sygnatariuszem. Zlecił wykonanie nowej polichromii do kościoła św. Krzyża. Był mecenasem Jana Kochanowskiego. 
Pochowany w katedrze wawelskiej. Pomnik nagrobny biskupa jest autorstwa Jana Michałowicza z Urzędowa.

## Twórczość
Autor biografii biskupów Piotra Tomickiego i Piotra Gamrata.

### Ważniejsze utwory i mowy
- Wiersze łacińskie (pisane w Ingolstadt), wyd. przy: T. Grzybkowski Disputatio philosophica de syllogismis, Ingolstadt 1604
- Elogia decem illustrium virorum Polonorum, fragmenty ogł. Miesięcznik Połocki 1818; rękopis znajdował się w Bibliotece Załuskich
- Diarium cuiusdam domestici Petri Tomicki episcopi cracoviensis, obejmuje lata 1532–1536, wyd. W. Kętrzyński Monumenta Poloniae Historica, t. 5 z 1888, (autorstwo według A. Sajkowskiego)
- Oratio ad Sigismundum Augustum... habita XXIII Maji 1548, rękopis znajdował się w Bibliotece Załuskich
- Literarum publicarum Regni Polonici sub Sigismundo Augusto... annis supra millesimum quingentesimum LIX, LX, LXI, LXII expeditarum, rękopis znajdował się w Archiwum Koronnym w Warszawie
- Epistolae sub Sigismundi Augusti principatu ad Regni proceres, partim latine, partim polonice scriptae, rękopis znajdował się w Bibliotece Załuskich
- De viris aetatis suae et gentis illustribus liber (zbiór łac. charakterystyk biskupów pol.), wyd. K. Hartleb "Piotr Gamrat w świetle nieznanego życiorysu", Lwów 1938, Archiwum Towarzystwa Naukowego we Lwowie, dz. II, t. 21, zeszyt 2, s. 154-158

### Listy
- 3 listy do Zygmunta Augusta, ogł. Miesięcznik Połocki 1818, s. 217-221
- Od biskupa J. Lubodzieskiego, dat. 14 grudnia 1553, rękopis znajdował się w Bibliotece Seminarium Duchownego w Pelplinie nr 292 (kopiariusz S. Marycjusa)
- Od kardynała O. Truchsessa, dat. w Rzymie 29 stycznia 1563, rękopis: Biblioteka Watykańska nr 3432, k. 154 b.

### Utwory o autorstwie niepewnym
- Petri Gamrati archiepiscopi Gnesnensis et episcopi Cracoviensis vita, wyd. K. Hartleb "Piotr Gamrat w świetle nieznanego życiorysu", Lwów 1938, Archiwum Towarzystwa Naukowego we Lwowie, dz. II, t. 21, zeszyt 2, s. 147-154; rękopis (kopia) Ossolineum nr 2470, (autorstwo przypuszczalne według K. Hartleba)
- Vita Petri Tomicii, rękopis w Acta Tomiciana, t. 16 (niewydane); odpis w rękopisie Ossolineum nr 2470/II, (przeróbka utworu S. Hozjusza pt. Vita Tomicii; zdaniem S. Brzezińskiego i K. Hartleba praca Padniewskiego; autorstwo to kwestionował W. Zakrzewski)
- Vita Petri Kmitae, wyd. 1611 (W. Kętrzyński uważa za autora F. Padniewskiego; inni natomiast S. Górskiego)
- pisma F. Padniewskiego zamierzał wydać S. Ptaszycki, posiadał on również odpis jego polskiego traktatu politycznego (być może odpis ten znajduje się w posiadaniu S. Kota)